# Маяк (завод, Киров)
ПАО «Кировский завод „Маяк“» — машиностроительное предприятие в городе Кирове. Специализируется на выпуске военной техники и товаров народного потребления.

## Руководство
- Смирнов Сергей Алексеевич — председатель Совета директоров
- Жилкин Виктор Николаевич - генеральный директор
- Куклин Владимир Яковлевич - первый заместитель генерального директора - технический директор

## История
Впервые завод был упомянут в Постановлении №1509-620 с/с, о/в от 6 июня 1941 г. (Мобилизационный план страны), где планировалось в четвертом квартале 1941 г. построить в СССР дополнительно 11 патронных заводов. В большинстве вариантов строить планировали на площадях фабрик легкой промышленности. В том числе завод №537 должны были строить на фабрике им. К. Цеткин в Москве. Но 22 июня 1941 г. началась война, и 23 июня был разблокирован Мобилизационный план. К строительству заводов пришлось приступить раньше намеченного срока. Приказом №266 от 26 июня Д. Устинова были утверждены Уставы этих новых заводов. Первый директор завода № 537 П. П. Лазарев принял под свое руководство фабрику в Москве, но из-за событий на фронте от реализации прежнего плана отказались. Постановлением ГКО № 332 от 30 июля 1941 г. места расположений пяти заводов были изменены, их размещают на Урале. В том числе новым местом завода №537 становится г. Киров. 30 июля считается днём рождения завода "Маяк".
Решением Кировского облисполкома заводу были выделены площади Зооветеринарного института (объект №1), фабрика ученической ручки (объект №2), а также дополнительно артель «Игрушка». Первые работники завода - небольшая группа специалистов во главе с директором - приехали в Киров 1 августа. 8 сентября 1941 г. выходит Постановление ГКО об эвакуации 46-го  Кунцевского и 60-го Ворошиловградского патронных заводов. И 18 сентября, согласно Постановлению ГКО №641 от 8 сентября 1941 г., в распоряжение директора П.П. Лазарева направляются вагоны с оборудованием и 600 человек специалистов, занятых на производстве пулеметных лент ШКАС и БС. Остальной штат предприятия набирали среди жителей г. Кирова.
В первый год Великой Отечественной войны в задачу заводу входило изготовление пулеметных авиационных лент и звеньев к пулеметам "ШКАС" и "БС". Пулемет ШКАС - авиационный скорострельный калибра 7,62 мм, конструкции Б.Г. Шпитального и И.А. Комарицкого. Пулемет «БС» - авиационный скорострельный калибра 12,7, конструкции М.Е. Березина.
В 1942 году на заводе освоили производство звеньев "ВЯ" для авиационной пушки "ВЯ" калибра 23 мм конструкции А.А. Волкова и С.А. Ярцева и звеньев "ШВАК" для авиационного  крупнокалиберного пулемета "ШВАК" калибра 12,7 мм конструкции Шпитального и Владимирова. Пулемет "ШВАК".
В начале второго полугодия 1943 года завод освоил новое изделие - звеньевую ленту "СГ" для станкового пулемета "СГ-43" калибра 7,62 для станкового пулемета конструкции П.М. Горюнова. Пулемет был принят на вооружение Государственным комитетом обороны 11 мая 1943 г. Массовый выпуск новых лент требовал решения многих технических и организационных вопросов. Благодаря самоотверженному труду инженеров и рабочих в 1943 г. было выпущено 80 тысяч лент, а в 1944 г. выпуск увеличили в 4 раза.
Помимо лент "СГ" завод освоил в 1943 г. еще два новых изделия: сигнальную головку "БГ" и минную головку "МГ".
В 1944 г. решением ГКО было поручено освоить на предприятии производство соединяющей клипсы или чеки скрепляющей для временных сборно-разборных аэродромов.
В 1944 г. было освоено производство ленты к крупнокалиберному пулемету "КВП" конструкции Владимирова калибра 14,5 мм.
В середине ноября 1944 года ГКО принял на вооружение ручной пулемет "РПД" системы В.А. Дегтярева под патрон калибра 7,62 мм образца 1943 г. Для нового пулемета завод освоил звеньевую ленту "РД".
Звеньевую ленту и скрепляющую клипсу активно производили и после войны.
В 1990-е завод «Маяк» как предприятие оборонной промышленности столкнулся с серьезными трудностями. Госзаказов не стало. Было принято решение осваивать выпуск товаров народного потребления. Производственные мощности позволили производить электротехническое оборудование: швейные машины, микроволновые печи, медицинскую электронику; изделия металлической фурнитуры. Также был освоен выпуск средств самообороны.
В настоящее время завод имеет в своём составе три основных производства: заготовительное, механическое, сборочное и испытательную станцию, а также цех по производству аэрозольного устройства УДАР. Всё это обеспечивает полный технологический цикл изготовления выпускаемой продукции – от получения заготовки деталей до высокоточной сборки и проведения всех видов испытаний как отдельных узлов, так и изделий в целом.
Каждое из производственных подразделений обладает арсеналом самых передовых технологий, реализованных на базе современного оборудования.
В 2025 году коллектив завода «Маяк» награждён орденом Александра Невского.

## Санкции
12 июня 2024 года, из-за российского вторжения на Украину, завод попал в блокирующий санкционный список США как ведущий производитель российской оборонной промышленности, поставляющий российским военным обычные виды вооружений и технику.